# Chris Dickens
Chris Dickens (...) è un montatore britannico.

## Filmografia parziale

### Cinema
- Hearts and Minds, regia di Ralph Ziman (1995)
- Oh Marbella!, regia di Piers Ashworth (2003)
- L'alba dei morti dementi (Shaun of the Dead), regia di Edgar Wright (2004)
- Il figlio di Chucky (Seed of Chucky), regia di Don Mancini (2004)
- Goal! (Goal!), regia di Danny Cannon (2005)
- Gone - Passaggio per l'inferno (Gone), regia di Ringan Ledwidge (2006)
- Hot Fuzz, regia di Edgar Wright (2007)
- The Millionaire, regia di Danny Boyle e Loveleen Tandan (2008)
- Submarine, regia di Richard Ayoade (2010)
- Paul, regia di Greg Mottola (2011)
- Barberian Sound Studio, regia di Peter Strickland (2012)
- Les Misérables, regia di Tom Hooper (2012)
- Il sosia - The Double (The Double) (2013)
- Wizard's Way, regia di Metal Man (2013)
- Suite francese (Suite française), regia di Saul Dibb (2014)
- Macbeth, regia di Justin Kurzel (2015)
- Genius, regia di Michael Grandage (2016)
- L'uomo dal cuore di ferro (HHhH), regia di Cédric Jimenez (2017)
- Maria regina di Scozia (Mary Queen of Scots), regia di Josie Rourke (2018)
- Rocketman, regia di Dexter Fletcher (2019)

### Televisione
- The Glam Metal Detectives (1995)
- Spaced (1999-2001)
- Hawk (2001)
- Look Around You (2002)
- Small Axe – miniserie TV, 5 puntate (2020)